# Antti Ruuskanen
Antti Hermanni Ruuskanen (né le 21 février 1984 à Pielavesi) est un athlète finlandais, spécialiste du lancer du javelot.

## Biographie
Son meilleur lancer est de 87,33 m en 2008. Médaillé de bronze lors des Championnats d'Europe junior d'athlétisme 2003. Il se qualifie pour la finale de Daegu 2011, où il prend la 9e place.
Il remporte le concours de la première ligue des Championnats d'Europe d'athlétisme par équipes 2014 à Tallinn.
Avec un lancer à 88,01 m, meilleur résultat d'un Européen de l'année, il remporte son premier titre lors des Championnats d'Europe 2014 à Zurich.
Deux ans plus tard, Ruuskanen ne conserve pas son titre à l'occasion des Championnats d'Europe d'Amsterdam, ne décrochant que le bronze avec 82,44 m.

### Dopage
3e des Jeux olympiques de Londres en août 2012, Ruuskanen reçoit la médaille d'argent en février 2017 à la suite de la disqualification de l'Ukrainien Oleksandr Pyatnytsya.

## Palmarès
| Date | Compétition                       | Lieu           | Résultat | Marque  |
| ---- | --------------------------------- | -------------- | -------- | ------- |
| 2003 | Championnats d'Europe juniors     | Tampere        | 3e       | 72,87 m |
| 2005 | Championnats d'Europe espoirs     | Erfurt         | 2e       | 76,82 m |
| 2009 | Championnats du monde             | Berlin         | 6e       | 81,87 m |
| 2011 | Championnats du monde             | Daegu          | 9e       | 79,46 m |
| 2012 | Jeux olympiques                   | Londres        | 2e       | 84,12 m |
| 2013 | Championnats du monde             | Moscou         | 5e       | 81,44 m |
| 2014 | Championnats d'Europe par équipes | Tallinn        | 1er      | 79,62 m |
| 2014 | Championnats d'Europe             | Zurich         | 1er      | 88,01 m |
| 2015 | Championnats du monde             | Pékin          | 5e       | 87,12 m |
| 2016 | Championnats d'Europe             | Amsterdam      | 3e       | 82,44 m |
| 2016 | Jeux olympiques                   | Rio de Janeiro | 6e       | 83,05 m |
| 2018 | Championnats d'Europe             | Berlin         | 6e       | 81,70 m |

## Records
| Épreuve           | Performance | Lieu | Date        |
| ----------------- | ----------- | ---- | ----------- |
| Lancer du javelot | 88,98 m     | Pori | 2 août 2015 |